# Teatro comunale (Carpi)
Il Teatro comunale di Carpi si trova in piazza dei Martiri, accanto al castello dei Pio.
Costruito in stile neoclassico da Claudio Rossi tra il 1857 e il 1860, il teatro ha un prospetto colonnato con un frontone ed è fiancheggiato da due cancellate con erme in marmo di personaggi di Carpi. All'interno stucchi e allegorie dipinte di Giuseppe Ugolini, autore anche del sipario con Orfeo che incanta la natura.

## Storia
I palchettisti del Teatro Vecchio costituirono nel 1848 una società per poter raggiungere la somma, che il governo centrale del Ducato estense si era rifiutato più volte di concedere, necessaria alla costruzione di un nuovo teatro. La Società, che con rogito del 1856 si era impegnata ad assumersi l'onere delle spese, incaricò Claudio Rossi, professore della scuola di disegno ed esponente con Cesare Costa della corrente neoclassica modenese. Rossi presentò due progetti, di cui commissione scelse quello più tradizionale "in linea col teatro-tempio consueta ai primi dell'Ottocento (si pensi al Regio di Parma)", mentre fu scartato il disegno più sperimentale eclettico di gusto neorinascimentale.
Per la costruzione del nuovo edificio non si volle modificare il vecchio sito, così che fu preferita l'area libera situata tra il castello dei Pio (dove stava il Vecchio Teatro)) e Palazzo Sacchetti, sede del Municipio. Nel marzo 1857 si diede avvio ai lavori, ma nel 1860 i costi di realizzazione divennero insostenibili, cosicché la Società cedette i diritti all'amministrazione comunale che ne acquisì la proprietà. Peraltro, l'impegno della Società dei palchettisti fu ugualmente ricordato nella facciata, dove si legge Societas erexit MDCCCLVIII. I lavori durarono complessivamente quattro anni, terminando con l'inaugurazione dell'11 agosto 1861.
Un primo restauro fu eseguito nel 1939 e nel 1978-1981 il Comune curò un importante progetto di ristrutturazione e consolidamento.

## Descrizione

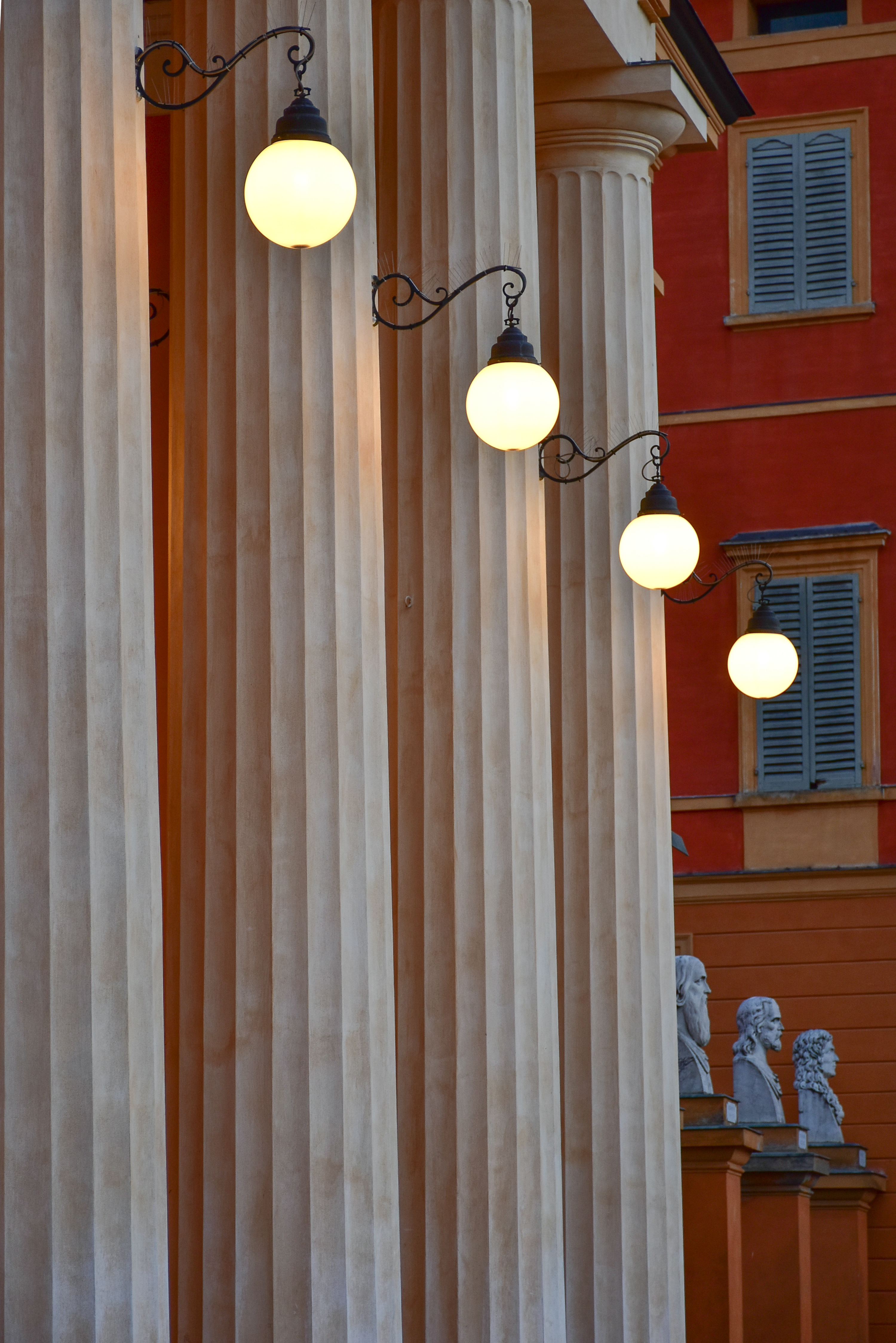
Colonne del pronao (particolare)

Un pronao aggettante su gradini di pietra, poggiato su quattro colonne doriche e coronato da un ampio timpano, caratterizza fortemente la facciata del teatro comunale. Sopra di esso, in corrispondenza della cavea, più arretrato, si alza un sottofrontone con un finestrone semicircolare decorato in rilievo dalla figura allegorica della Musica e dell'Arte Drammatica.
Un giardino nel retro del teatro e una teoria di busti con personaggi importanti della città delimita lo spazio teatrale e ne esalta il ruolo nello spazio cittadino.
Dall'atrio interno decorato con stucchi dorati, di forma ellittica si accede ai servizi di biglietteria, guardaroba e bar e alla sala dello spettacolo: la pianta della platea è a ferro di cavallo con 22 palchi al primo ordine, 22 al secondo e 24 al terzo (un tempo dotati di retropalco), un palco reale e un loggione. La platea, con pavimento in legno, può ospitare 220 spettatori, a cui si aggiungono i 256 posti a sedere dei palchi e i 96 del loggione, per un totale di 572 posti.
La Società dei palchettisti fu ricordata anche nelle decorazioni di Ferdinando Manzini, che ritrasse le fattezze dei Soci nei medaglioni dei parapetti dei palchi. Giuseppe Ugolini decorò il soffitto della platea con le figure delle dee Musica, Poesia, Prosa e Danza; di lui si conserva anche un progetto decorativo con nove Muse, simile alla decorazione da lui eseguita per il secondo atrio del Teatro municipale Romolo Valli di Reggio Emilia. Ugolini decorò anche il sipario,rappresentando un Orfeo che incita la Natura.

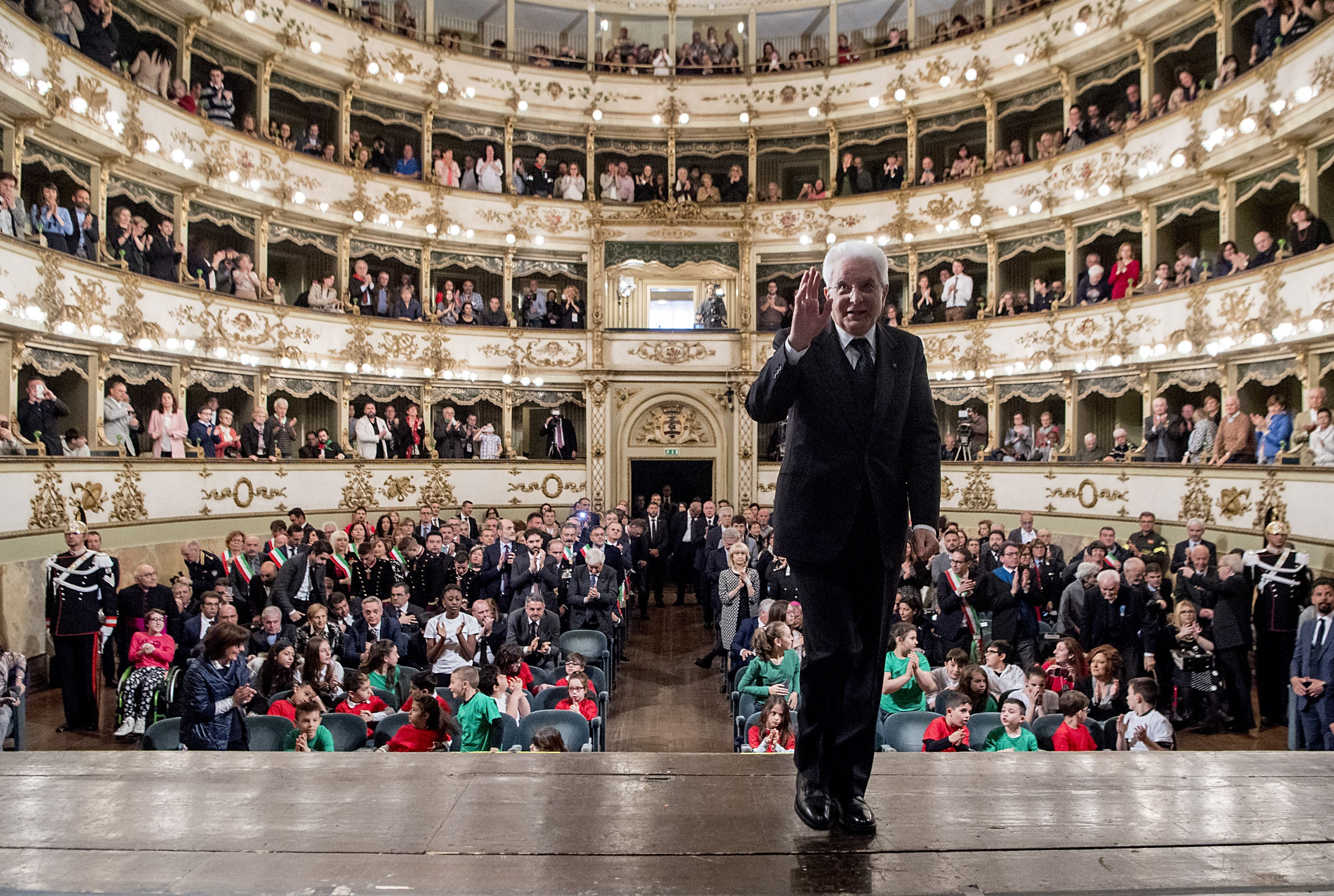
Il Presidente della Repubblica Sergio Mattarella al Teatro Comunale nel 2017.

La struttura portante del palcoscenico, di notevoli dimensioni, corredato da arcoscenio e orologio, è stata rifatta in cemento. Numerose sono le sale di servizio tra le quali una sala per gli scenografi e diciassette camerini per gli attori.
Albano Lugli decorò le sovrapporte del foyer situato sopra l'atrio di ingresso, con copie tratte dalle figure femminili del Correggio. In una saletta attigua con camino si riuniva la "Società del Casino", che organizzava mostre, conferenze, incontri culturali.

## Eventi e rappresentazioni
Tra i direttori d'orchestra più celebri dell'Ottocento che hanno diretto al Teatro di Carpi, si annovera il maestro Antonino Palminteri, presente sul podio del Comunale nell'agosto del 1909, portando in scena il Lohengrin di Richard Wagner. Gli esiti delle rappresentazioni furono eccellenti e apprezzatissimi, in particolare la stampa che in quella occasione così si espresse: